# Brug 2200
Brug 2200 is een dubbele verkeersbrug in de Westpoortweg, Amsterdam Nieuw-West.

## Tot 2005
Op het traject van de Westpoortweg liep tot 2001 hier de Noordzeeweg dan wel nog een deel van de Basisweg. Voor een overspanning over Kanaal om de West werd in 1970 gewerkt aan een tijdelijke brug 188. Dat kanaal om de West zou er nooit komen, maar de brug vormde een essentiële verbinding in het Westelijk Havengebied over de restanten van Zijkanaal F. De brug bleek minder tijdelijk liggen dan oorspronkelijk gedacht.
Het verkeer nam toe en zo werd er naast die brug een voet- en fietsbrug neergelegd, die brugnummer 1921 meekreeg. De uit 1985 stammende brug was een schepping van architect Dirk Sterenberg van de Dienst der Publieke Werken en was grotendeels van hout. De brug maakte deel uit van een fietsroute langs het Noordzeekanaal.

## Na 2005
Amsterdam maakte voor wat betreft de ontwikkeling van het Westelijk Havengebied in de jaren nul van de 21e eeuw weer een ruk naar het westen. Beide bruggen konden het verkeer niet aan en er kwam een nieuwe dubbele verkeersbrug met gescheiden verkeersstroken. De bouwtekeningen dateren uit 2005.  